# Въглен (област Сливен)
 За другото българско село вижте Въглен (област Варна).  
Въглен е село в Югоизточна България. То се намира в община Сливен, област Сливен.

## География
Село Въглен се намира в планински район. То е сравнително малко българско село, населено само с българи от турски етнически произход. Къщите са разположени по склоновете на планината. Заобиколено е от големи гори. Към 2015 г. има 88 жители.